# Vårdnäs kyrka
Vårdnäs kyrka är en kyrkobyggnad i Vårdnäs socken i Linköpings kommun. Den är församlingskyrka i Vårdnäs församling, Linköpings stift. På ett nära avstånd från Vårdnäs kyrka ligger Linköpings stiftsgård Vårdnäs.

## Kyrkobyggnaden
I nuvarande kyrkobyggnad ingår delar av en medeltida kyrka från omkring 1200. Åren 1738-1739 förlängdes kyrkan åt väster. Åren 1763-1765 uppfördes ett kyrktorn i väster av byggmästare Petter Frimodig. Tornet finns ännu kvar.
På grund av utrymmesbrist uppfördes nuvarande kyrka 1796 efter ritningar av arkitekterna Casper Seurling och Olof Tempelman. Kyrkan består av ett rektangulärt långhus med rundat kor i öster och torn i väster. Mitt på långhusets norra sida finns en vidbyggd sakristia.

## Inventarier
- Dopfunten av mässing tillverkades av Anders Binning vid Norrköpings mässingsbruk och skänktes till kyrkan 1662 av Nils Nilsson (Natt och Dag).
- Triumfkrucifixet härstammar från omkring 1400.
- På norra väggen hänger predikstolen som är tillverkad 1798 av Carl Fredrik Beurling från Norrköping.
- Altartavlan målades av Pehr Hörberg 1802 och dess motiv är Jesu förklaring (Matteus 17:1-13).
- I kyrkans torn hänger två kyrkklockor. Stora klockan är gjuten år 1774. Lilla klockan är gjuten år 1713, omgjuten år 1929 av Ohlssons klockgjuteri i Ystad.

### Orglar
- 1730 byggde Johan Niclas Cahman, Stockholm, ett positiv med sex stämmor.[1] Den utökas 1839 med tre stämmor.

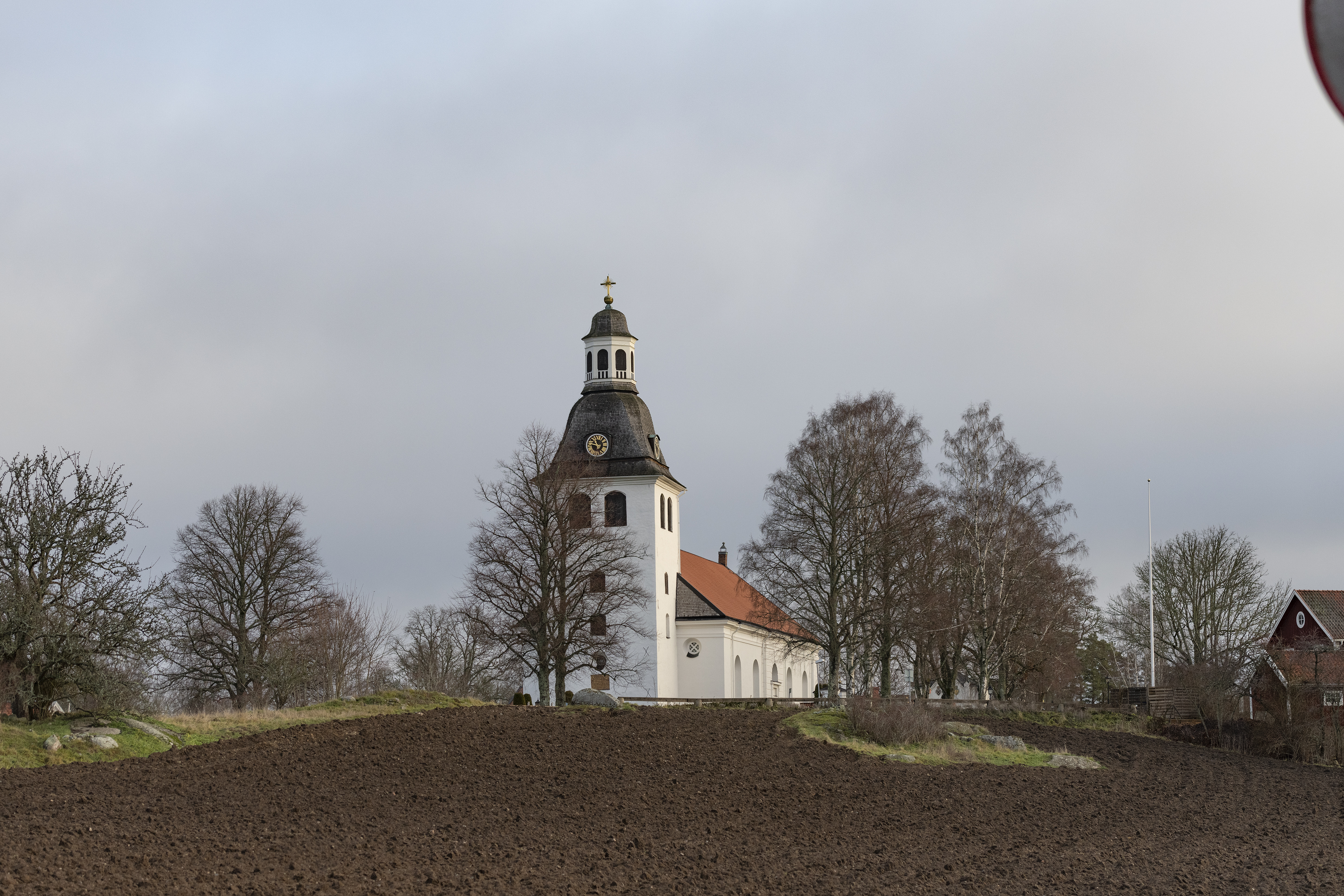

- 1923 byggde Olof Hammarberg en orgel med tjugo stämmor fördelade på två manualer och pedal.Den nuvarande mekaniska orgeln är byggd 1963 av Jacoby Orgelverkstad.

| Huvudverk I         | Svällverk II  | Pedal           | Koppel |
| Principal 8’        | Trägedackt 8’ | Subbas 16’      | I/P    |
| Flöjt 8’            | Spetsgamba 8’ | Rörflöjt 8’     | II/P   |
| Octava 4’           | Principal 4’  | Koralbas 4'     | II/I   |
| Gedackt 4’          | Kvintadena 4’ | Flöjt 2'        |        |
| Oktava 2'           | Sifflöjt 2'   | Pedalmixtur 4 f |        |
| Sesquialtera 2 2⁄3' | Octava 1'     | Fagott 16'      |        |
| Mixtur 4 f          | Scharf 3 f    |                 |        |
| Trumpet 8'          | Rankett 16'   |                 |        |

### Kororgel
Kororgeln, som är tillverkad 1980 av J. Künkels Orgelverkstad, är en mekanisk orgel där alla stämmor är delade.
| Manual        | Pedal               | Koppel |
| Gedackt 8’    | Subbas 16’          | I/P    |
| Principal 4’  | Gedackt 8’ (tr man) |        |
| Rörflöjt 4’   |                     |        |
| Waldflöjt 2’  |                     |        |
| Nasard 1 1⁄3' |                     |        |
| Octava 1'     |                     |        |
| Regal 8'      |                     |        |

### Fotnoter
1. ↑  Abr. Hülphers, Historisk Afhandling om Musik och Instrument särdeles om Orgwerks Inrättningen i Allmänhet jemte Kort Beskrifning öfwer Orgwerken i Swerige (1773), s. 266.